# Pietro Stefanelli
Pietro Stefanelli (Firenze, 30 luglio 1835 – Fiesole, 23 dicembre 1919) è stato un chimico ed entomologo italiano.

## Vita e attività
Figlio di Oreste Stefanelli, commerciante di grano arrivato a Firenze negli anni '20-'30 e di Eleonora Stiattesi, Pietro nacque, studiò e svolse la sua attività nel comune di Firenze. Studioso e appassionato di chimica, allestì un vero e proprio laboratorio per svolgere i suoi esperimenti nella sua abitazione in Borgo Pinti 61. Il 25 giugno del 1858 l'Imperiale e reale accademia toscana d'arti e manifatture gli conferì un'onorificenza per gli studi nelle scienze chimiche. 
Per circa 40 anni insegnò nelle scuole secondarie: fu professore di fisica e chimica nella R. Scuola normale dei maschi di Firenze, docente e direttore del laboratorio della Scuola tecnica Dante (oggi liceo classico) e direttore della Scuola tecnica di San Carlo. 
Come addetto al Laboratorio d'igiene del comune svolse significative analisi e studi sulla portata e sulle qualità fisico-chimiche delle acque dell'Arno. 
Di pari passo con le ricerche in ambito chimico sviluppò un grande interesse per tutte le scienze naturali tantoché il 29 giugno del 1857 vinse il secondo premio per un concorso indetto dalla Società toscana di orticoltura per la sua collezione di Fuchsia in prima fioritura e il 20 dicembre del 1861 divenne socio corrispondente dell'Accademia degli aspiranti naturalisti di Napoli. Sempre nel 1861 fu nominato socio della  Reale accademia economico agraria dei georgofili di Firenze nella quale in seguito fu bibliotecario e anche vicepresidente. 

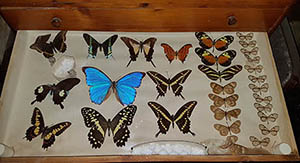
Collezione di lepidotteri di Pietro Stefanelli conservata presso gli eredi

Nel campo dell'entomologia la sua attenzione si diresse soprattutto verso la faunistica di lepidotteri e odonati della Toscana. Acquistò una discreta collezione di lepidotteri esotici nel 1874 e di lepidotteri italiani nel 1877, in gran parte conservata dal 1926 nel Museo di storia naturale di Firenze, Sezione di zoologia La Specola. Fu tra i promotori della fondazione della Società entomologica italiana (SEI) insieme a A. Targioni Tozzetti, A.E. Haliday, F. Piccioli e ricoprì la carica di vicepresidente dal 1869 al 1918. Eletto nel 1919 presidente non accettò il ruolo perché gravemente malato. Collaborò inoltre con l'Istituto sperimentale per la zoologia agraria di Firenze.  
Come il padre Oreste anche Pietro credeva nell'idea di indipendenza e unità d'Italia, partecipò infatti come volontario soccorritore addetto all'ambulanza nel quarto corpo d'armata dell'Esercito italiano nella campagna del 1866.  
Nel 1871 sposò Virginia Carobbi dalla quale ebbe tre figli: l'artista Carlo, detto Carlino (9 giugno 1872- 11 aprile 1957) padre di Giuseppe Stefanelli (1905-2009); Paolo (5 agosto 1873- 23 ottobre 1934) medico e direttore sanitario, diresse l'Ospedale G.B. Morgagni di Forlì e Eleonora (3 maggio 1882-30 dicembre 1944). 
Uomo di tanti interessi fu anche pianista e compositore dilettante, fu lui ad acquistare i ritratti di musicisti e gli altri quadri che hanno adornato il palazzo di famiglia in Borgo Pinti. 
Visse tra Firenze e Fiesole dove il 30 luglio del 1873 acquistò Villa Montaltuzzo  e dove morì nel 1919. Fu sepolto nella Cappella di famiglia nel Cimitero delle Porte Sante di San Miniato a Monte. 

## L'archivio e la biblioteca
Il fondo archivistico della famiglia Stefanelli è conservato presso l'Archivio comunale di Fiesole
La Biblioteca del Museo Galileo ha ricevuto in tre tranche, nel 2009, 2015 e 2018, parte della sua biblioteca privata. Il fondo, attinente perlopiù a idrologia medica, igiene, chimica, entomologia, agronomia e orticoltura,  si compone di 3 sezioni: la sezione miscellanea costituita da ca. 1.600 opuscoli e estratti raccolti in cartelle orig.  e ca. 600 opuscoli sciolti; la sezione delle riviste contenente fascicoli afferenti ad una quarantina di periodici e la sezione delle monografie che comprende ca. 300 pubblicazioni, per lo più ottocentesche, a cui si aggiungono alcuni libri antichi .

## Opere
Pietro Stefanelli, Della terra coltivabile e saggio di analisi quantitativa sui terreni arativi toscani : memoria, Firenze, Stamperia sulle logge del grano, 1853.
 Pietro Stefanelli e Leonardo Doveri, Di alcune nuove circostanze in cui gl'joduri alcalini si decompongono e della possibile loro applicazione ad un metodo vantaggioso di estrazione dello jodio : letta all'I. e R. Accademia Toscana d'arti e manifatture nell'adunanza ordinaria del dì 27 settembre 1857, Firenze, tipografia galileiana di M. Cellini, 1857.
 Pietro Stefanelli, Elementi di chimica e fisica applicate al giardinaggio, Firenze, coi tipi di M. Cellin, 1857.
 Pietro Stefanelli e Fausto Sestini, Sommario degli studj di chimica si pura come applicata alla medicina, alla farmacia, all'igiene, alle arti ed all'agricoltura pubblicati dai chimici italiani nell'anno1862, Firenze, coi tipi di M. Cellini, 1863.
 Pietro Stefanelli, Catalogo illustrativo dei lepidotteri toscani, Firenze, Tipografia delle Murate, 1869.